# نوار
نوار (باليابانية: 若草物語ナンとジョー先生، بالروماجي: Wakakusa Monogatari Nan to Jō Sensei) مسلسل رسوم متحركة أو أنمي من إنتاج شركة نيبون أنيميشن اليابانية عام 1993. وعرض في قناة سبيستون باسم «جَنَى» وليس نوار. مخرج هذا المسلسل هو كوزو كوزوها (Kôzô Kuzuha) الذي أخرج أيضا مسلسل بوليانا، لحن الحياة، عهد الأصدقاء، ودروب ريمي.

## القصة
المسلسل الرسوم المتحركة نوار هو قصة مقتبسة من رواية  رجال صغار  للكاتبة الأمريكية لويزا ماي ألكوت، وهي نفسها الكاتبة التي ألفت رواية نساء صغيرات . تدور أحداث المسلسل حول مجموعة طلاب يدرسون في مدرسة داخلية يديرها الزوجان أمينة وفريد. «نوار» هي إحدى طالبات المدرسة واسمها في المسلسل الياباني الأصلي هو: نان (باليابانية: ナン).
نوّار فتاة نشيطة تتصرف كالصبيان، تعيش في بيت السيدة أمينة في «تل الزهور» مع أطفال مثلها يربونهم على حسن الخلق ويتلقون العلم أيضاً ومهناً متنوعة، كما أنهم ينمّون مواهب كل واحد منهم. أمنية نوّار أن تصبح طبيبة، وقد قررت ذلك بعد أن جرّبت كثيراً من المهن والأعمال. لكن عصرها يمنع الفتاة من مزاولة مهنة الطب، وهذا قد أعطاها شعوراً بالإحباط، لكن السيدة أمينة ساعدتها على تخطي ذلك، وأقنعت الجميع بوجوب وجود فتاة طبيبة في المجتمع. وكبرت نوّار وحققت أمنيتها.

## الشخصيات
- أمينة: مالكة المدرسة، وهي نفسها جو من أنمي نساء صغيرات، معلمة دمثة وصبورة تعتمد في مدرستها على اكتشاف وتنمية مواهب الطلاب وتخريجهم ليصبحوا أعضاء فاعلين في المستقبل
- فريد: مالك المدرسة وزوج أمينة وهو نفسه باري فريدريك في أنمي نساء صغيرات، إنسان طيب ويعامل كل التلاميذ كأبناءه، يعتمد في تدريسهم على النصح والإرشاد بالحسنى بعيداً عن العنف
- طلاب المدرسة:
- نوار: فتاة مشاكسة وصبيانة تفضل اللعب مع الأولاد، بعد وفاة والدتها تصبح جانحة وصعبة المراس لدرجة أن والدها كل ما أحضر لها معلماً فإنه يستسلم وقيمها بعد 3 أيام فقط من بداية التدريس، إلى أن أرسلها إلى تل الزهور وهناك تكتشف نفسها وتقرر أن تصبح طبيبة عندما تكبر
- فرح: الفتاة الثانية في تل الزهور وهي ابنة ميغ (سلمى) وبروك (وديع) من أنمي نساء صغيرات، فتاة رقيقة ولطيفة للغاية تحب الخياطة وحياكة الدمى اللطيفة، تحلم بأن تصبح ربة بيت عندما تكبر
- أيمن: فتى مجتهد ومثابر، يعتبر السيد فريد والسيدة أمينة قدوة له ويطمح أن يصبح معلماً مثلهما
- سامر: عازف يتيم كان يشكل مع والده فرقة لعزف الموسيقى وكانا يتنقلان معاً من مدينة لأخرى سعياً خلف الرزق، بعد وفاة والده يرسله لوري لمدرسة تل الزهور، يحب فرح وهي أيضاً تبادله الحب وتهتم به
- سمير: صديق سامر، فتى جانح من المدينة ولم يتقبل تل الزهور عند بداية انضمامه ودئما ما كان يتعمد إثارة المشاكل فيه ومع بقية الزملاء لكنه فيما بعد يتعلق به ويصبح عضواً فعالاً فيه
- وسيم: شقيق فرح، فتى وسيم وهادئ
- زاهر: فتى بدين وكسول، يحب الحلويات والشوكولاتة بشكل كبير
- رمزي: فتى مشاكس ودائماً ما كان يشاكس نوار، يحلم بأن يصبح رجل أعمال غنياً عندما يكبر
- نديم: يهوى تربية الأزهار ويحلم بأن يملك محلاً للأزهار
- إيهاب: فتى نجار ويحلم بأن يصبح نجاراً في المستقبل
- فادي: فتى مزارع يهوى زراعة الفاكهة والخضار، يحلم بأن يصبح مزارعاً
- رائد ورامي: ابنا أمينة وفريد، لكنهما إبنا أخت السيد فريد في الحقيقة الذين رباهما بعد وفاة أمهما
- آسية: طاهية في المدرسة، وهي نفسها حنا التي كانت تخدم عائلة السيدة أمينة في صغرها
- شذى: عاملة في المدرسة، رقيقة وحساسة للغاية
- نصر: عامل في المدرسة

## أداء الأصوات
- سناء حامد
- عفيفة فاعور
- عمار شلق
- فداء نون
- ايمن البيطار
- جمانة الزنجي
- فاطمة حجازي
- جمانة النونو
- سوسن عواد
- فيصل الأسطواني
- فؤاد آغا قصاب

## وصلات خارجية
- نوار على موقع IMDb (الإنجليزية)
- نوار على موقع فيلمافينيتي (الإسبانية)
- نوار على موقع كينوبويسك (الروسية)
- نوار على موقع ألو سيني (الفرنسية)
- نوار على موقع قاعدة بيانات الفيلم (الإنجليزية)
- نوار على موقع ANN anime (الإنجليزية)

 (بالإنجليزية)